# Taphozous hilli
Taphozous hilli is een vleermuis uit het geslacht Taphozous.

## Kenmerken
Deze soort lijkt op T. georgianus. De rug is bruin. De vleugels zijn grijsbruin. De kop-romplengte bedraagt 65 tot 81 mm, de voorarmlengte 61 tot 72 mm, de oorlengte 18 tot 24 mm en het gewicht 20 tot 29 g.

## Leefwijze
Het dier slaapt in grotten of mijnen en foerageert boven grasland.

## Voortplanting
Per worp wordt een enkel jong geboren. In West-Australië wordt dat jong tussen september en maart geboren, maar in Midden-Australië eerder.

## Verspreiding
Deze soort komt voor in Midden-Australië, van het midden of oosten van West-Australië tot het zuiden van het Noordelijk Territorium, het uiterste zuidwesten van Queensland en het noordwesten van Zuid-Australië.